# Lunas (Dordogne)
Lunas település Franciaországban, Dordogne megyében. Lakosainak száma 445 fő (2022. január 1.). Lunas Les Lèches, Bosset, Ginestet, Prigonrieux, Saint-Georges-Blancaneix és Eyraud-Crempse-Maurens községekkel határos.

## Népesség
A település népességének változása:
| Lakosok száma | 229  | 252  | 297  | 332  | 347  | 351  | 386  | 411  | 426  | 445  |
|               | 1968 | 1982 | 1990 | 2006 | 2013 | 2015 | 2017 | 2019 | 2020 | 2022 |